# Décès en décembre 1938
Décès
- 1934
- 1935
- 1936
- 1937
- 1938
- 1939
- 1940
- 1941
- 1942

Pour une information complémentaire, voir la page d'aide.

| Date        | Nom               | Pays              | Activités           | Âge | Source |
| ----------- | ----------------- | ----------------- | ------------------- | --- | ------ |
| 28 décembre | Florence Lawrence | Drapeau du Canada | Actrice canadienne. | 52  |        |